# العلاقات النيجرية الغرينادية
العلاقات النيجرية الغرينادية هي العلاقات الثنائية التي تجمع بين النيجر وغرينادا.

## مقارنة بين البلدين
هذه مقارنة عامة ومرجعية للدولتين:
| وجه المقارنة                                              | النيجر          | غرينادا                                         |
| --------------------------------------------------------- | --------------- | ----------------------------------------------- |
| المساحة (كم2)                                             | 1.27 مليون      | 348                                             |
| عدد السكان (نسمة)                                         | 21.48 مليون     | 107.83 ألف                                      |
| الكثافة السكانية (ن./كم²)                                 | 16.91           | 30.99 ألف                                       |
| العاصمة                                                   | نيامي           | سانت جورجز                                      |
| اللغة الرسمية                                             | لغة فرنسية      | لغة إنجليزية، لغة غرينادا الكريولية الإنجليزية ‏ |
| العملة                                                    | فرنك غرب أفريقي | دولار شرق الكاريبي                              |
| الناتج المحلي الإجمالي (بليون دولار)                      | 8.12 مليار      | 1.12 مليار                                      |
| الناتج المحلي الإجمالي (تعادل القوة الشرائية) بليون دولار | 19.01 مليار     | 1.45 مليار                                      |
| الناتج المحلي الإجمالي الاسمي للفرد دولار أمريكي          | 358             | 9.21 ألف                                        |
| الناتج المحلي الإجمالي للفرد دولار أمريكي                 | 938             | 12.43 ألف                                       |
| مؤشر التنمية البشرية                                      | 0.348           | 0.750                                           |
| رمز المكالمات الدولي                                      | +227            | +1473                                           |
| رمز الإنترنت                                              | .ne             | .gd                                             |
| المنطقة الزمنية                                           | ت ع م+01:00     | 00                                              |

## منظمات دولية مشتركة
يشترك البلدان في عضوية مجموعة من المنظمات الدولية، منها:
| علم المنظمة | اسم المنظمة                                 | تاريخ انضمام النيجر | تاريخ انضمام غرينادا |
| ----------- | ------------------------------------------- | ------------------- | -------------------- |
|             | الاتحاد البريدي العالمي                     | ?                   | ?                    |
|             | يونسكو                                      | 10 نوفمبر 1960      | 17 فبراير 1975       |
|             | البنك الدولي للإنشاء والتعمير               | 24 أبريل 1963       | 27 أغسطس 1975        |
|             | منظمة التجارة العالمية                      | ?                   | ?                    |
|             | وكالة ضمان الاستثمار متعدد الأطراف          | 10 مايو 2012        | 12 أبريل 1988        |
|             | الاتحاد الدولي للاتصالات                    | 14 نوفمبر 1960      | 17 نوفمبر 1981       |
|             | منظمة الشرطة الجنائية الدولية               | ?                   | ?                    |
|             | مؤسسة التمويل الدولية                       | 7 يناير 1980        | 28 أغسطس 1975        |
|             | الأمم المتحدة                               | 20 سبتمبر 1960      | 17 سبتمبر 1974       |
|             | مجموعة دول أفريقيا والكاريبي والمحيط الهادئ | ?                   | ?                    |
|             | مؤسسة التنمية الدولية                       | 24 أبريل 1963       | 28 أغسطس 1975        |
|             | منظمة حظر الأسلحة الكيميائية                | ?                   | ?                    |
|             | المركز الدولي لتسوية المنازعات الاستشارية   | 14 ديسمبر 1966      | 23 يونيو 1991        |